# سوزن‌های کلئوپاترا

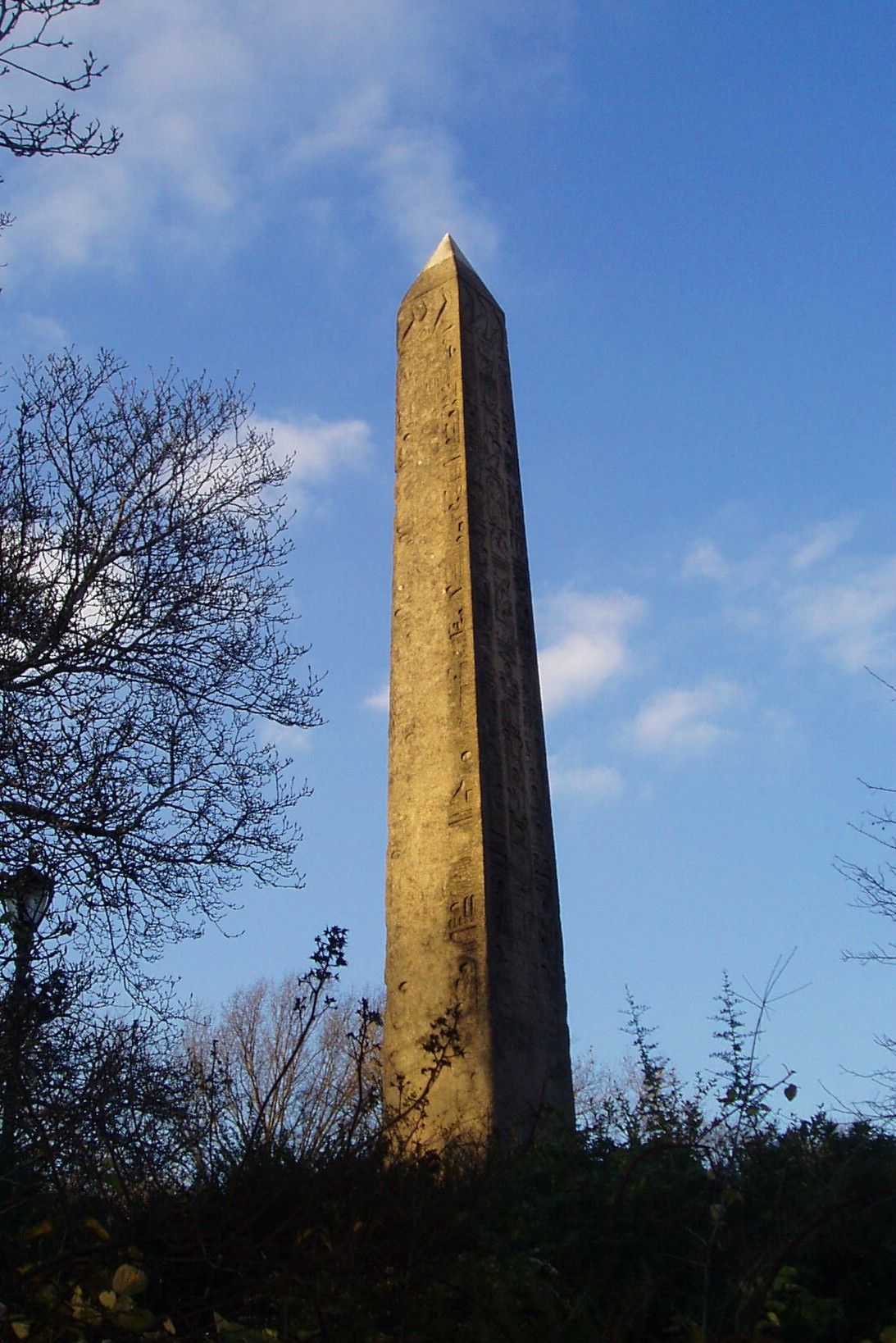
هرم‌سنگ سنترال پارک نیویورک

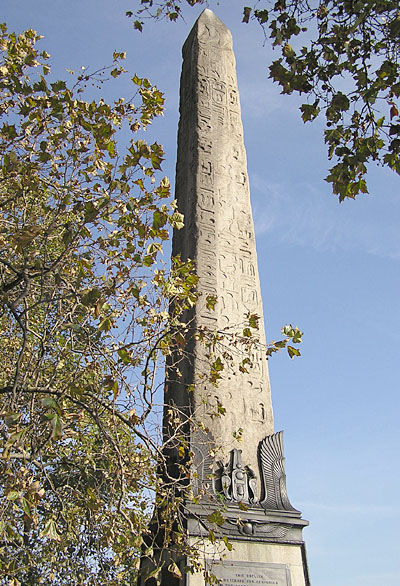
هرم‌سنگ لندن

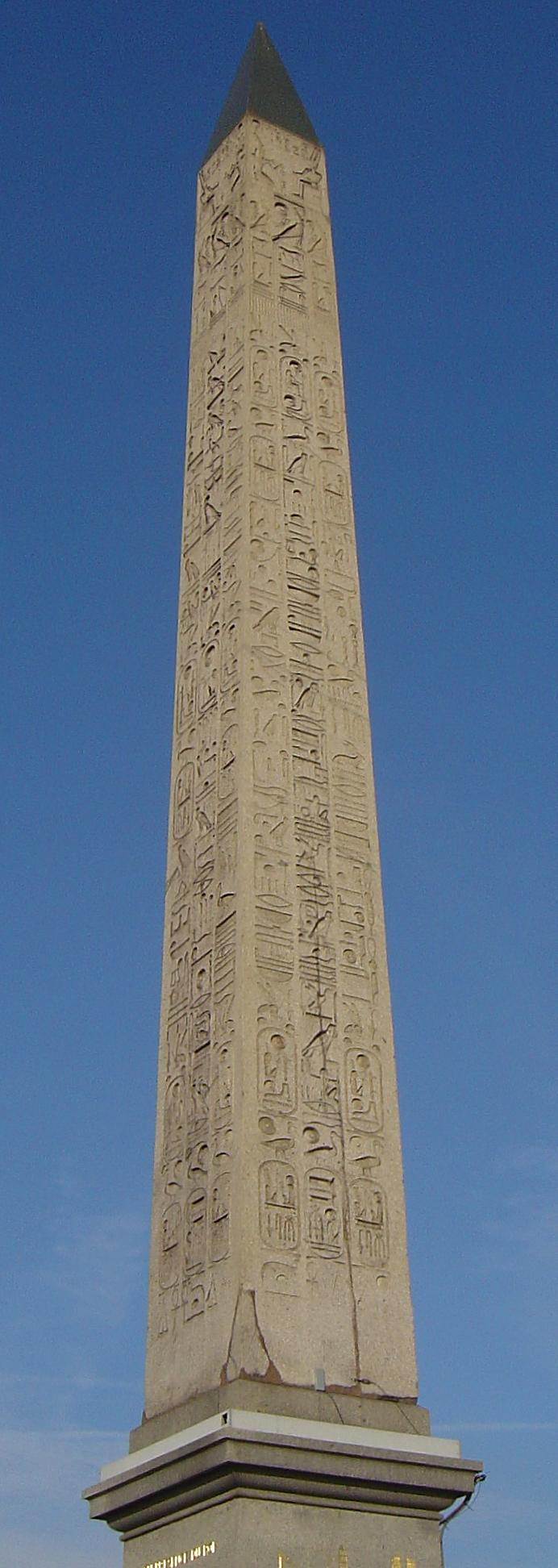
یکی از دو هرم‌سنگ اقصر که اکنون در میدان کنکورد در پاریس جای دارد.

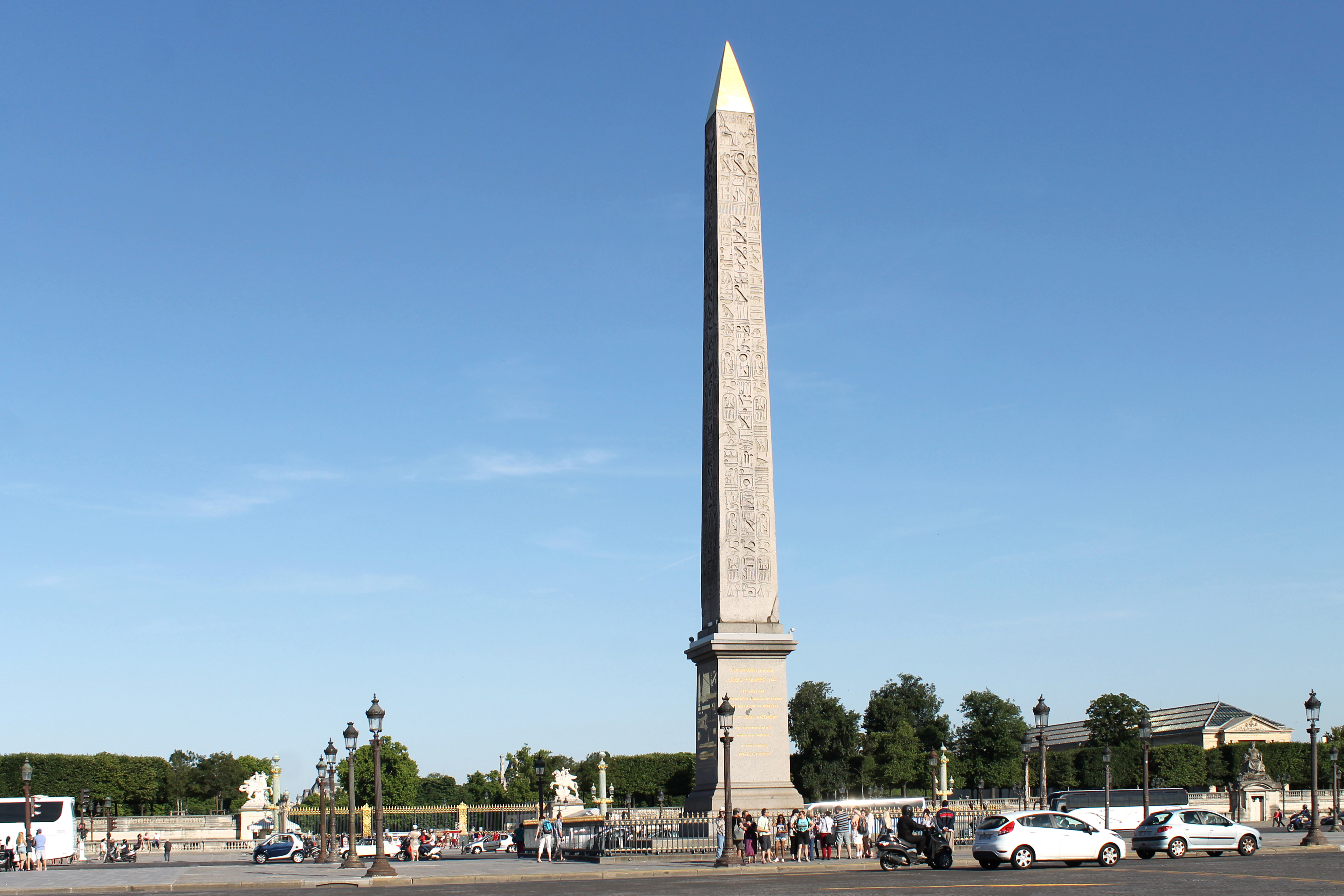
در ۱۹۹۸ فرانسه سر هرم‌سنگ اقصر را با روکشی زرین آراست. گویا سر آغازین در سده ششم پ.م. ربوده شده‌است

سوزن‌های کلئوپاترا نامی است که غربیان بر سه هرَمستون که از مصر به لندن، نیویورک و پاریس برده‌اند، گذاشته‌اند. خود مصریان آنها را تِخِنو (شکافتن) می‌نامیدند چرا که همچون شکافنده آسمان هستند. این گونه سازه نقش برجسته ای در دین مصریان داشته و کمی بیش از نیمی از آن در مصر بوده، دیگر نمونه‌های آن در سراسر جهان پراکنده‌است. آن را به آرایه جفت در دو سوی درگاه نیایشگاه‌های مصری برپا می‌کرده‌اند. کهن‌ترین آن وابسته به دودمان دوازدهم مصر و پادشاه سِنوسرِت یکم در المطریه امروزی در هلیوپولیس نوین است. ابلیسک نیز نخست نامی یونانی از سوی هرودوت بود که برابر سیخ (بابزن) در آشپزی بوده‌است و از راه لاتین به انگلیسی رفته‌است. هرمسنگ‌ها مکعب (کاب)های مستطیلی (راست گوشه) بلندی هستند بر روی یک پایه با نوک هرمی که برای یادبود ایزدان بویژه ایزد خورشید در مصر باستان با نام رع _که در دوره نوسازی دینی در زمان آخناتون به آتون (گرده آفتاب) جایگزین شد_ از سوی پادشاهان بویژه برای بزرگداشت پیروزی در جنگی و از سنگ یکپارچه تراشیده می‌شدند. رومیان چنان شیفته این سازه شده بودند که نه تنها نمونه‌هایی از آن را به روم آوردند، که از روی آن نمونه‌هایی را هم بازآفرینی می‌کردند.
در سده نوزدهم میلادی این سه هرم‌سنگ به جایگاه‌های امروزی خود آورده شده‌اند.
هِرم‌سنگ‌های لندن و نیویورک هر یک با نزدیک به ۲۲۴ تن وزن و ۲۱ متر بلندا از گرانیت سرخ و از کانسنگ‌هایی در اسوان مصر ساخته شده‌اند. هر دو در ۱۴۵۰ سال پیش از مسیح بدست فرعون توتموس سوم (۱۴۸۱–۱۴۲۵ پ. م) از دودمان هجدهم فرمانروایان مصر از یک خرسنگ (megalith) تراشیده شده‌اند. آنها یادبود سال ۳۰ ام پادشاهی وی بودند. پس از هزار و پانصد سال برافراشتگی، بدنبال جنگی به زمین افتاده، رو به نابودی گذاشتند؛ تا آنکه در سال هجدهم میلادی بازیابی شده و به سزاریوم کلئوپاترا در اسکندریه آورده شدند ولی هرگز در آنجا برپا نشدند. از سده هجدهم تا به امروز به نامگذاری فرانسوی سوزن کلئوپاترا خوانده می‌شوند.
هِرم‌سنگ پاریس که به هرم‌سنگ اقصر نامدار است از گرانیت زرد ساخته شده و با ۲۳ متر بلندا و ۲۵۰ تن وزن از دوتای دیگر بزرگتر است. این هرم‌سنگ در سه هزار و سیصد سال پیش در زمان رامسس دوم (از پادشاهان دودمان نوزدهم) تراشیده شده و در آغاز در کنار همزاد خود که هنوز پابرجاست در آستانه درگاه نیایشگاه اُقصُر برپا بوده‌است. این هرمسنگ را که محمد علی پادشاه مصر و سودان بجای هرم‌سنگ نیویورک به لویی فیلیپ شاه فرانسه پیشکش کرد و او آن را در ۱۸۳۳ در میدان کنکورد نزدیک جایی که لویی شانزدهم و ماری آنتوانت را در ۱۷۹۳ گردن زدند، برافراشت.
هر سه این سازه‌ها نوشته‌هایی به زبان هیروگلیف در ستایش رامسس دوم و توتموس سوم بر خود دارند.